# Herbier
Pour les articles homonymes, voir Herbier (homonymie).

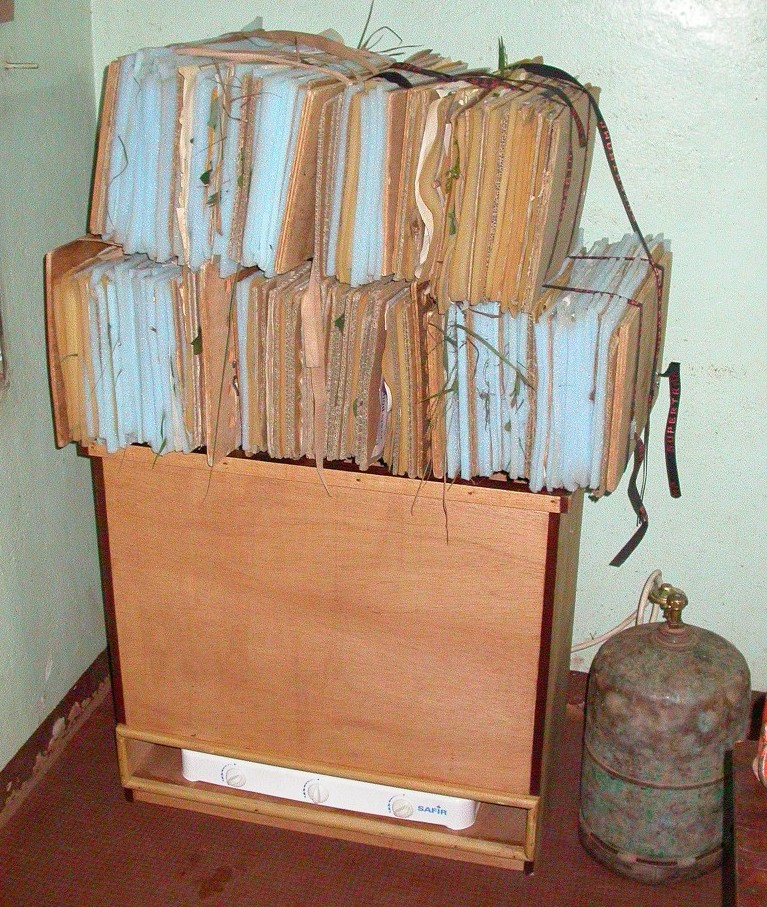
Échantillons d'herbiers en train de sécher (université de Ouagadougou, Burkina Faso, en 2004).

Un herbier est une collection de plantes, séchées, et le plus souvent pressées entre des feuilles de papier, qui sert de support physique à différentes études sur les plantes, et principalement à la taxinomie et à la systématique. Le terme herbier (herbarium) désigne aussi l’établissement ou l’institution qui assure la conservation d’une telle collection. Constitués au fil du temps, les nombreux herbiers, publics et privés, existant dans le monde constituent un matériel indispensable à la typification et aux études botaniques. On nomme exsiccata, la plante séchée.
Le terme a désigné jusqu'au XVe siècle des ouvrages traitant de plantes. Le sens actuel désignant la collection de plantes séchées apparaît au XVIIIe siècle. On dit ainsi que Sextus Apuleius Barbarus, à la fin de l'Antiquité, est l'auteur d'un herbier en employant la première signification.
Par analogie, toute collection de spécimens biologiques séchés et aplatis est appelée « herbier », tels un herbier de champignons (herbier mycologique appelé aussi fungarium), un « herbier d'oiseaux » ou un « herbier de poissons ».

## Histoire
Les premiers herbiers sont apparus avec Ulisse Aldrovandi (1522-1605) et Luca Ghini (1490-1556), tous deux à Bologne. L'herbier de 300 plantes de Ghini n’a pas été conservé, contrairement à celui d'Aldrovandi. Un des plus anciens est probablement celui de Félix Platter (1536-1614), médecin à Bâle. John Falconer est probablement le premier Britannique à utiliser la méthode de séchage de plantes pour réaliser des herbiers mise au point par Luca Ghini. Au Muséum national d'histoire naturelle de Paris est conservé un herbier datant de 1558, un petit volume relié contenant 313 plantes récoltées par Jean Girault, « pour l'heure étudiant en chirurgie » à Lyon [selon le texte introductif porté sur l'ouvrage et recopié par Boissier]. Cousin par alliance et ami de Jean Poquelin, le grand-père de Molière, Jean Girault deviendra un célèbre chirurgien parisien.

## Finalités et utilisations

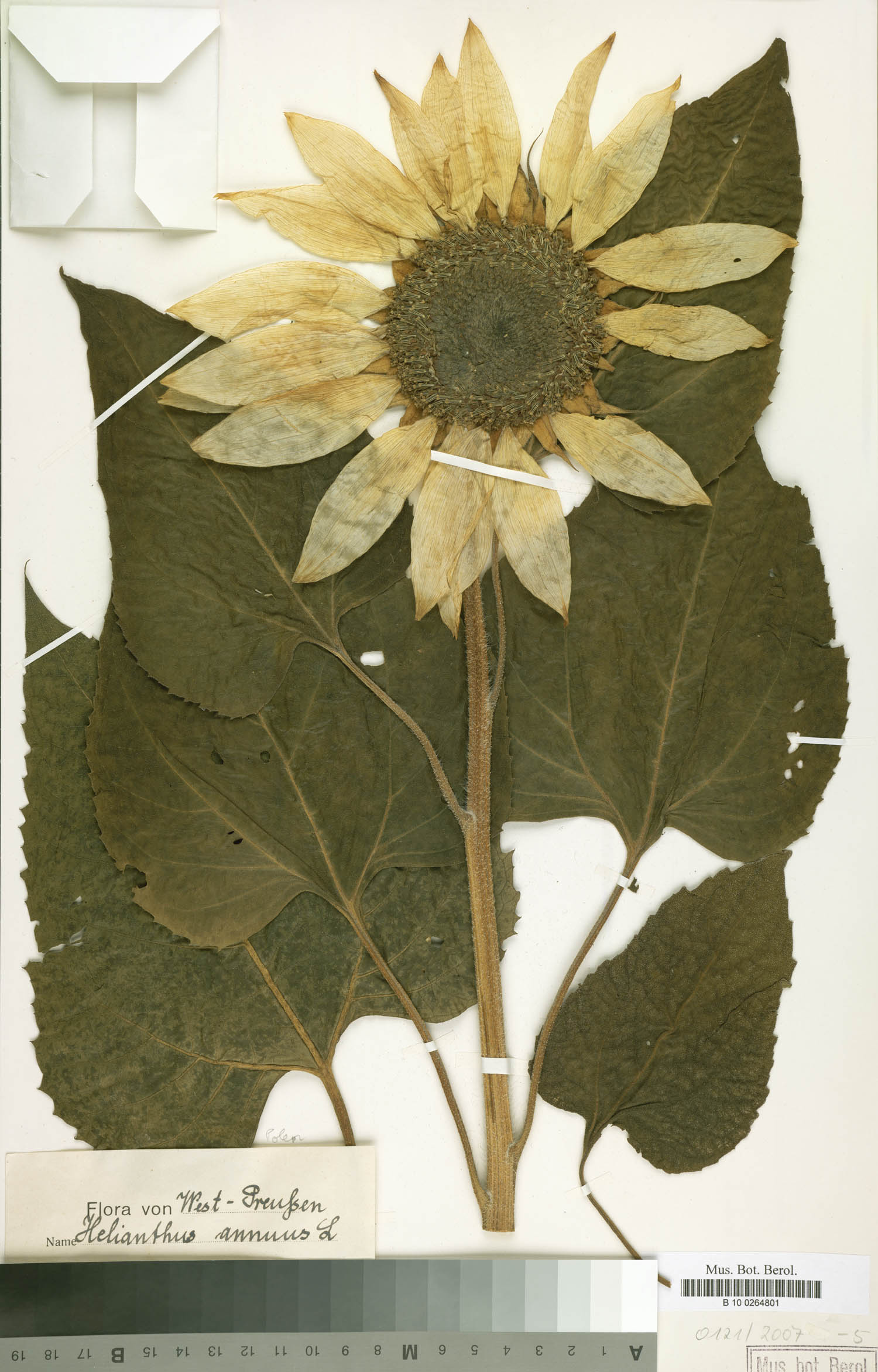
Page d'un herbier virtuel (ici Helianthus annuus).

La désignation du type et l'indication de l'endroit où l'herbier est conservé sont aujourd'hui obligatoires lors de la publication d'un nouveau taxon botanique ou mycologique (voir holotype).
Les herbiers sont donc essentiels à l'étude taxinomique des plantes (de leurs caractères botaniques), de leur répartition géographique, permettant la détermination et la comparaison de spécimens conduisant à la publication d'un nouveau taxon ou, au contraire, de détecter un synonyme superflu, contribuant ainsi à la stabilisation de la nomenclature.
Les herbiers (lorsqu'ils ont été convenablement séchés) se révèlent également une source utile d'ADN pour des études phylogénétiques (cladistique). Des herbiers anciens peuvent permettre une extraction, mais généralement, il s'avère qu'on ne peut pas raisonnablement dépasser quelques années. Par ailleurs, tout matériel végétal conservé dans de l'alcool est inutilisable. Aussi a-t-on pris l'habitude de prélever en même temps que le spécimen, un morceau de feuille qui sera spécialement traité et déshydraté dans du gel de silice (silicagel)[réf. nécessaire]. Des graines de plantes séchées et conservées en herbier peuvent aussi, dans certaines conditions, être réhydratées et germer : c'est ainsi que le Brome des Ardennes (Bromus bromoideus), une graminée disparue dans la nature, a pu être remise en culture.

## Constitution d’un herbier
Un peu de bon sens doit être un préalable à toute entreprise sérieuse de constitution d'un herbier important. Les plantes rares et menacées ne devraient pas, en toute logique, faire partie d'un herbier personnel. Les ouvrages de détermination que l'on trouve dans les rayons des librairies sont en général suffisants pour identifier les espèces les plus communes, mais comportent souvent peu d'indications sur les espèces protégées. L'idéal étant de limiter les prélèvements sauvages aux seules sorties encadrées par des botanistes ou des enseignants avertis dans le cadre d'une association agréée.
Dans le cas de la constitution d'un herbier à but pédagogique, on peut préconiser les conseils suivants :
- ne récolter que des individus dont l'identification ne fait aucun doute ;
- ne pas récolter d'individus isolés ou présents en petit nombre : on imagine facilement qu'un petit groupe de plantes complètement isolé, de quelques individus seulement, peut potentiellement voir ces derniers appartenir à une espèce peu commune dans le secteur. Mais attention, on peut très bien tomber sur la station la plus abondante pour une espèce unique au monde, ce n'est pas pour autant que l'on peut récolter cette espèce ;
- pour les botanistes, en particulier les amateurs, il peut être très utile de se procurer la liste des espèces végétales protégées dans la région ou le département où l'on prospecte, afin d'éviter une cueillette accidentelle[7].

Paul Victor Fournier, botaniste français auteur des Quatre flores de France précise à juste titre :
« Ne traitons pas la plante rare en simple objet de collection et ne l’exterminons pas dans ses stations pour satisfaire une simple passion tournée à la manie. Détruire ce que l’on aime est une assez mauvaise façon d’aimer. »

### Récolte
Il faut prévoir :

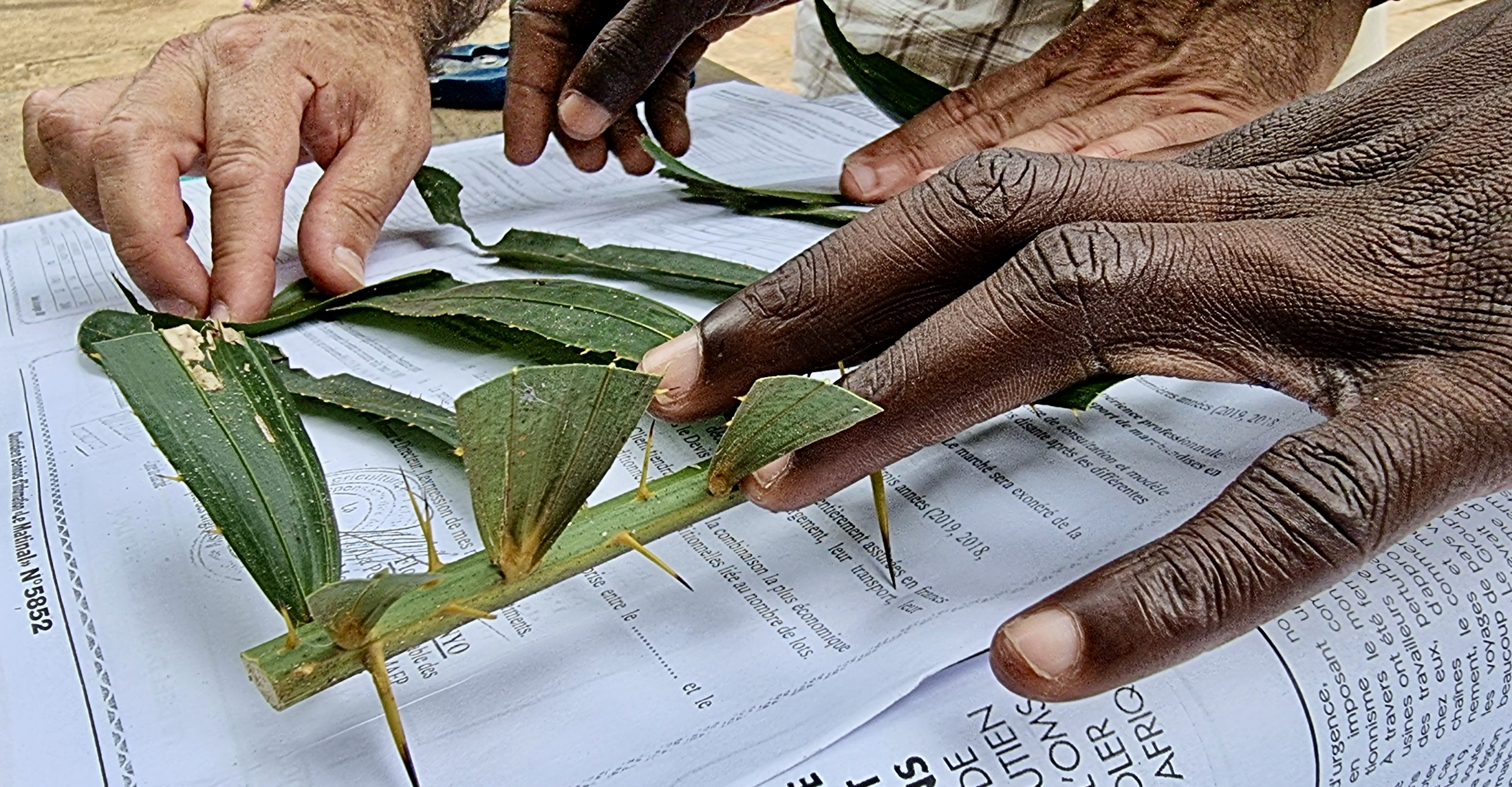
Pressage d'un échantillon de palmier (Eremospatha macrocarpa) au Bénin.

- des feuilles de buvard au format A3 pliées en deux, qui formeront les cahiers de récolte. Il faut en général en prévoir beaucoup : un par variété de plante. On peut aussi utiliser un annuaire pour les faire sécher, en espaçant d'une dizaine de pages chaque plante ;
- des étiquettes pour numéroter chaque échantillon, sur lesquelles on prendra bien soin de noter au moins la date et le lieu de récolte.

Pour les bricoleurs et selon les besoins, les presses à herbiers peuvent se remplacer par des grilles de réfrigérateurs qui seront serrées par deux sangles. Si l'on veut récolter uniquement des petits échantillons, un annuaire téléphonique peut s'avérer fort utile.
Sur le terrain :
- prendre une plante entière, ou seulement des morceaux représentatifs (fleurs, feuilles, graines, éventuellement racines) ; pour chaque espèce, prélever au moins deux individus, l'un sera séché, le second servira à l'identification ;
- les placer dans un cahier de récolte avec l’étiquette pour identification ;
- des morceaux de feuilles déchirées en carrés de 5 mm pourront être placés dans du silicagel afin d'être déshydratés rapidement en vue d'études d'ADN.

### Séchage

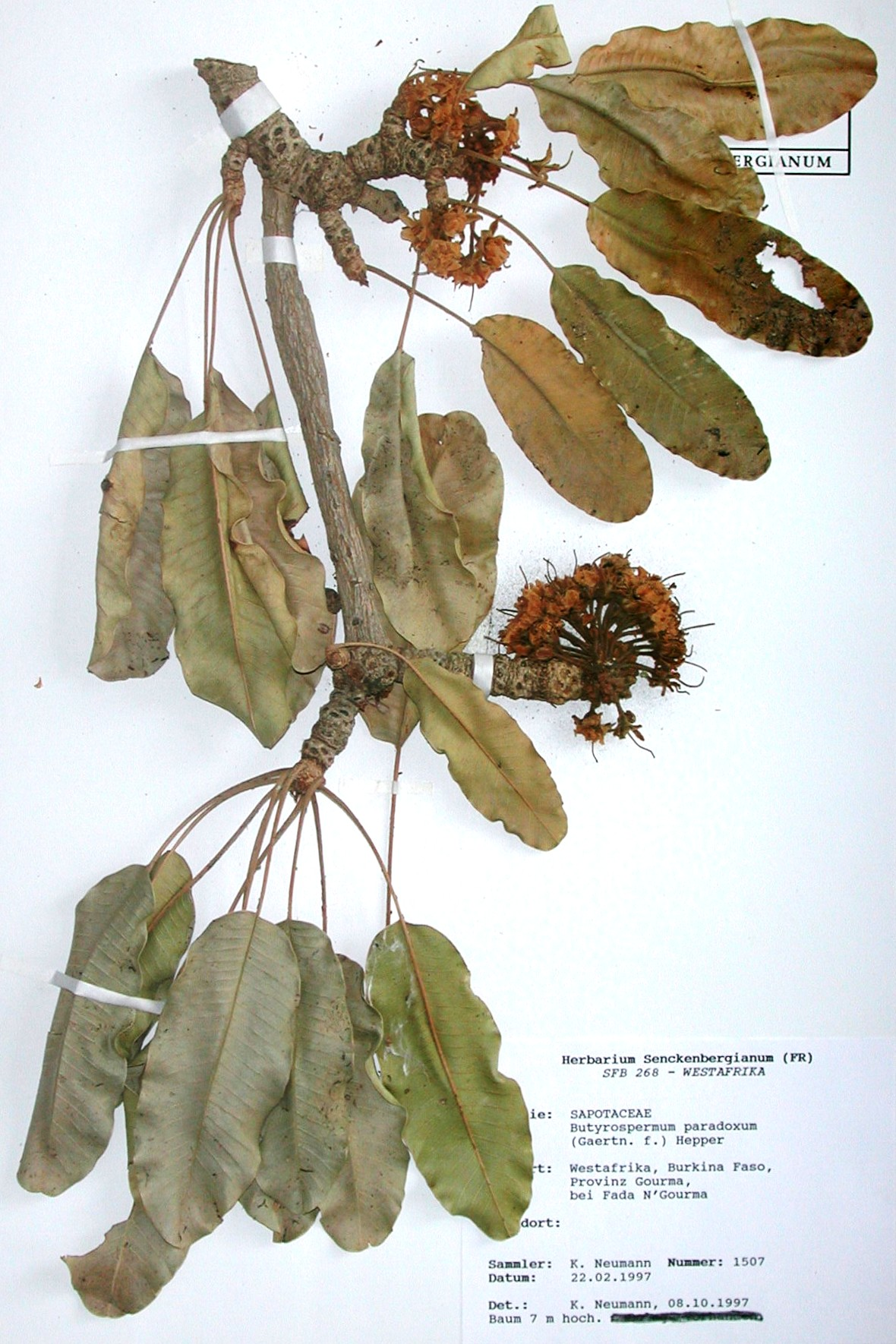
Spécimen séché de Vitellaria paradoxa, le karité.

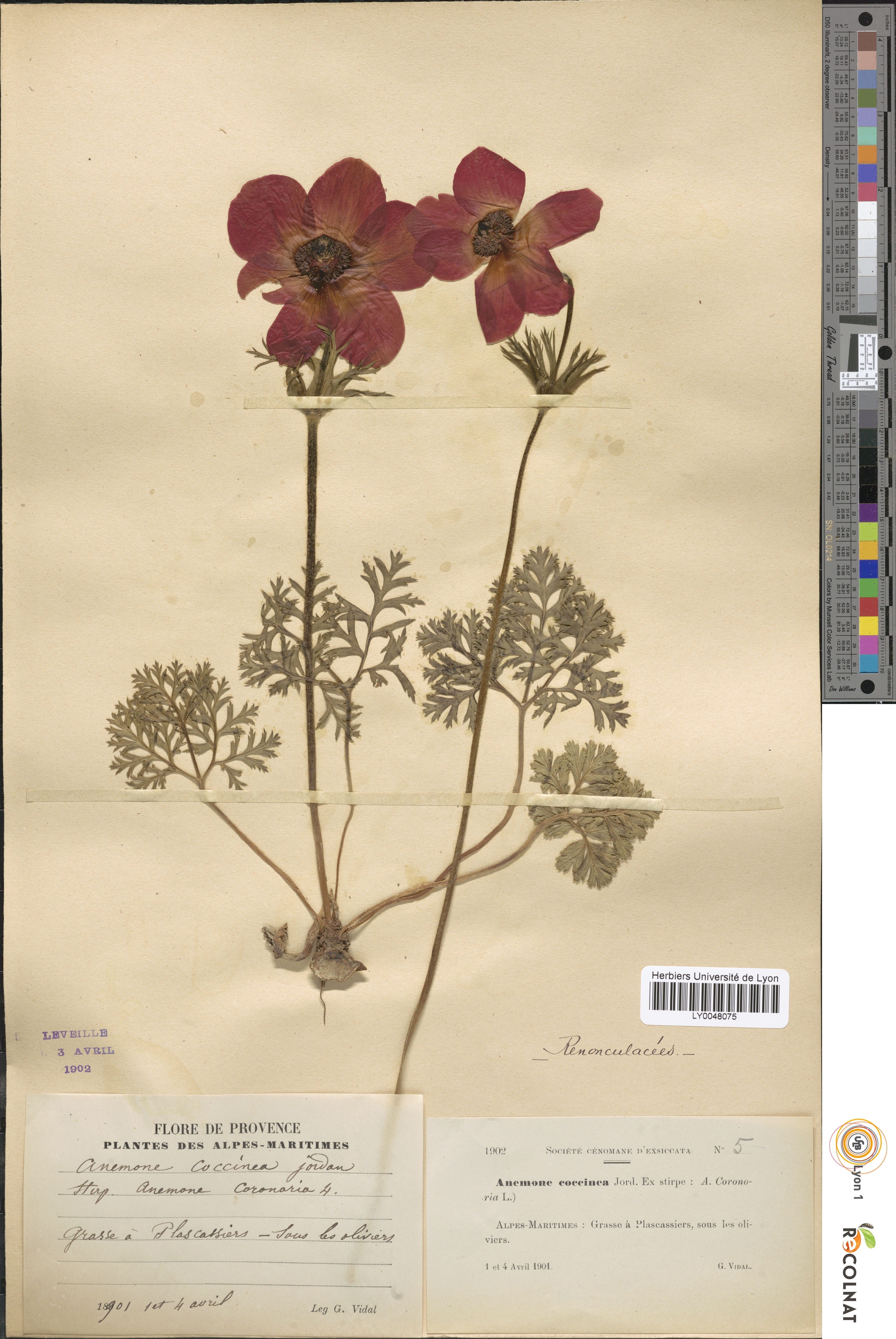
Part d'herbier de l'Université Lyon 1, numérisée grâce au programme eRecolnat.

Idéalement, il faut pouvoir disposer de :
- deux planches de bois, 30 × 40 cm, en aggloméré, ou mieux, en latté ;
- de nombreux feuillets : feuilles de journaux pliées en deux et coupées en 30 × 40 cm

Pour chaque plante, on ouvre un feuillet, pliure à gauche, et l'on pose la plante à sécher à plat sur la page de droite, avec beaucoup de soin (ne pas plier les dents), on y ajoute l'étiquette, on referme, et on place le tout dans un feuillet pliure à droite.
Sur une planche qui sera celle du dessous placer :
- quatre feuillets, pliures positionnées à gauche ;
- une plante ;
- quatre feuillets, pliures positionnées à gauche ;
- une plante…

Finir par quatre feuillets, et placer la planche du dessus.
Pour serrer le tout, on utilise soit des sangles, soit 4 tiges filetées avec écrous, une à chaque coin, (mais dans ce cas les planches, trouées, doivent être plus grandes que les feuillets), ou plus simplement en plaçant le tout par terre, et en posant dessus un poids quelconque. Mais pour commencer, ou lors de collectes non prévues, loin de son matériel de séchage personnel, il est tout à fait possible d'utiliser des feuilles de journaux simplement pressées sous un carton rempli ou un quelconque objet très lourd. Il est préférable, pour le séchage, de ne pas utiliser de papier glacé. On peut aussi les sécher au fer à repasser entre du papier absorbant.
Durant les trois ou quatre premiers jours, il est recommandé de changer tous les journaux suivant l’avancement du séchage, puis les jours suivants, tous les deux ou trois jours, jusqu'au séchage complet.
Les professionnels utilisent aussi sur le terrain des séchoirs qui sont composés d'une source de chaleur (réchauds à pétrole ou à gaz) et d'un dispositif permettant de faire circuler l'air chaud à l'intérieur des paquets de spécimens. Les plantes sèchent ainsi en quelques jours. Lorsque la zone étudiée est vraiment trop éloignée et qu'il n'est pas possible de faire sécher les herbiers sur place, il est possible d'imbiber les paquets avec de l'alcool à 60 degrés et de les conserver plusieurs semaines dans des sacs en plastique fort comme ceux utilisés sur les chantiers. Le séchage traditionnel se fait alors au retour de l'expédition.
Une fois le séchage complet de toutes les feuilles, l'échantillon est prêt à entrer dans l'herbier. On peut alors disposer la plante correctement sur une feuille, avec les références que l'on a conservées depuis sa collecte. La plante est fixée (opération appelée « montage » ou dans le jargon des gestionnaires de collection « attachage ») avec de la colle ou des bandelettes de papier gommé ou thermocollantes.
Les grands herbiers présentés dans les chapitres suivants précisent en général le nom latin et le nom vernaculaire de l'échantillon, la date et le lieu de récolte, et parfois une indication de l'habitat dans lequel la plante a été récoltée.
Une mention spéciale concerne le nom vernaculaire. Les grands herbiers qui sont des sources de données, vont permettre, entre mille autres choses, de publier des ouvrages, les flores. Ces flores mentionneront les noms vernaculaires qui figurent sur les échantillons. Si le botaniste recopie sur son herbier les noms vernaculaires donnés dans les livres, il convient de citer sa source, afin d'éviter un raisonnement circulaire (des herbiers citant des ouvrages qui s'inspirent des herbiers). Mais le relevé d'un nom vernaculaire original est une donnée utile et doit figurer, ainsi que la langue vernaculaire. Idéalement, le nom de l'informateur, et quelques données sur sa sphère de connaissances (chaman, homme de la rue, enfant…) doivent figurer, bien qu'en réalité, peu de gens le fassent.

### Entretien
Correctement conservé à l'abri de la lumière, de l'humidité et des insectes phytophages et xylophages, un herbier peut être conservé toute une vie et bien plus longtemps encore dans certaines grandes institutions botaniques.

## Les grands herbiers du monde
Dans les grandes collections regroupant des espèces du monde entier, plusieurs dizaines d'échantillons de chaque plante peuvent être rassemblés. Au cours du temps, chaque herbier institutionnel a ainsi rassemblé les échantillons récoltés par plusieurs botanistes-collecteurs, dans les régions du monde les plus diverses. Chaque échantillon porte une étiquette mentionnant précisément le nom du collecteur, la date et le lieu de collecte, le nom latin que l'échantillon a reçu initialement (ainsi que les éventuelles corrections effectuées par les chercheurs successifs), et des indications de couleur, de taille, de port, et de volume de la plante en milieu naturel.

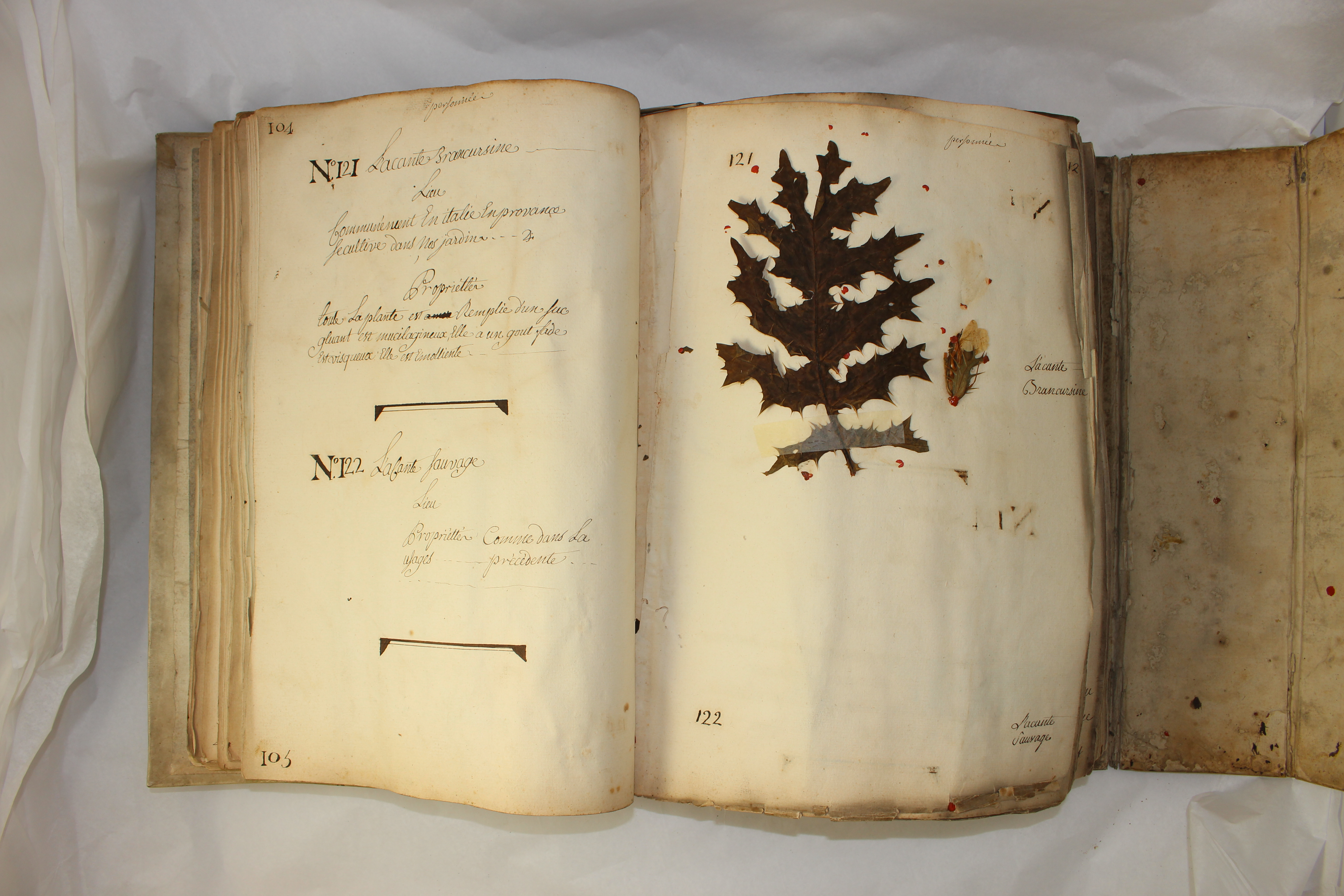
Herbier ou jardin sec rangé par classe suivant l’ordre du Jardin de l’École Royale vétérinaire, conservé au Musée des Hospices civils de Lyon.

Les planches sont classées selon le nom binominal de l'espèce et groupées par rangs taxinomiques croissant, selon la systématique traditionnelle :
- toutes les récoltes représentant une même espèce sont rassemblées. On a ainsi côte à côte des plantes qui peuvent avoir été collectées sur deux continents différents et à deux siècles différents, mais appartenant à la même espèce[9]. Cela permet notamment une étude précise sur la répartition naturelle de l'espèce, et sur l'évolution de cette répartition dans le temps ;
- puis toutes les espèces appartenant au même genre sont regroupées ;
- et enfin tous les genres d'une même famille sont rassemblés.

Les collections conservées dans ces grands herbiers sont tenues à la disposition des botanistes du monde entier. Une sélection d'échantillons peut être envoyée en prêt d'un établissement à un autre pour plus de commodité, mais les collections les plus précieuses ne voyagent pas : ce sont les chercheurs qui viennent les consulter, parfois depuis l'autre bout du monde.
Une liste des grands herbiers au niveau mondial est tenue à jour et publiée sous le nom d’Index Herbariorum. Chaque grande collection est identifiée par un acronyme d'un à huit caractères, et certains grands herbiers comprennent plusieurs de ces collections, ayant chacune leur acronyme. Par exemple le British Museum, section Histoire naturelle, est codé BM. L'herbier de l'université de Moscou est codé MW.
L’herbier du Muséum national d'histoire naturelle de Paris qui compte environ dix millions d’échantillons est, numériquement, le plus important du monde. Il comprend l'herbier général de phanérogamie codé P, l'herbier général de cryptogamie codé PC, et plusieurs collections historiques dont les plus importantes ont aussi leur acronyme. Les suivants en nombre de spécimens sont ceux du Jardin botanique de New York, de l'Institut de botanique Komarov à Saint-Pétersbourg, et des Jardins botaniques royaux de Kew.

## Herbiers disponibles sur Internet

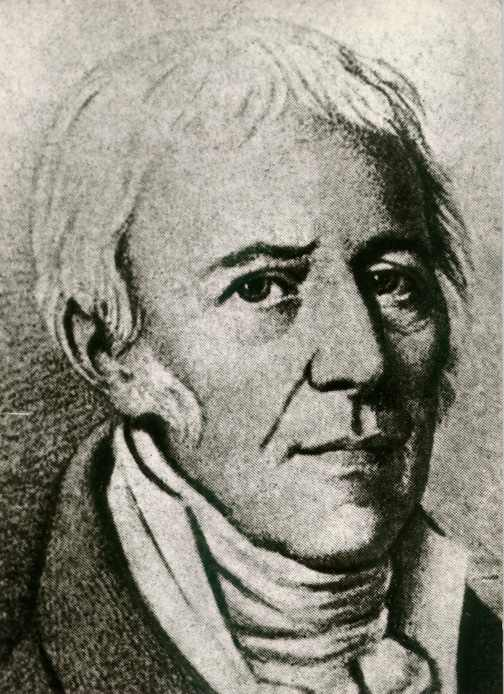
L'herbier de Jean-Baptiste de Lamarck est désormais disponible en ligne.

On trouve sur Internet des herbiers numérisés publiés par des institutions.
À titre d’exemple, l’herbier de Lamarck, qui se trouve à l'Herbier National de Paris au Muséum national, publié sous l’égide du CNRS sur son site Internet
La base de données Sonnerat/Bryomyco initialement destinée à informatiser l'Herbier national est utilisée en ligne par plusieurs institutions : les herbiers de Montpellier (MPU), de Nancy (NCY), de Limoges (LIMO), de Dijon (MJSD) et de Cherbourg (CHE), sans oublier celui de l'Harmas de Jean-Henri Fabre (FABR). Elle constitue le "Réseau de Herbiers de France". Elle contient en 2007 plus de 700 000 enregistrements et plus de 40 000 photos de spécimens en ligne.
Des « herbiers historiques » sont consultables sur le site du Museum national d'histoire naturelle : Herbiers historiques du Muséum national d'histoire naturelle
Il existe également des herbiers virtuels, constitués de fiches illustrées de photos numériques d’échantillons de plantes présentés comme dans un herbier réel. À titre d’exemple, pour la région parisienne, la flore virtuelle d’Orsay, à l’adresse suivante :f
- Flore virtuelle d'Orsay
- Herbier Catalogué de l'Université Laval (HERCUL), Québec, Québec
- L'herbier virtuel Montpellier Université MPU, riche en plantes d'Afrique du Nord, notamment les types nomenclaturaux de René Maire.
- L'Herbier de l'Université Claude Bernard Lyon 1, notamment la collection Roland Bonaparte, grâce au programme eRecolnat.
- Herbier des plantes toxiques de la flore française

En 2003, dans le cadre du projet Aluka de bibliothèque numérique collaborative en ligne relative à l'Afrique est né un programme international de numérisation d’herbiers destiné à publier tous les types nomenclaturaux des plantes africaines à partir d'un grand nombre d’herbiers dans une base de données en ligne facilement accessible. Le projet API (African Plants Initiative) a ensuite été élargi au monde entier et renommé « Global Plants Initiative » ou « GPI », parrainé par la fondation Andrew W. Mellon. Il est en France soutenu par l'université Montpellier 2 (herbier MPU) et Tela Botanica.